# 林雄次
林 雄次（はやし ゆうじ、1980年9月1日 - ）は、日本の著述家、僧侶、資格講師。
400個以上の資格を保有している資格マニアで、「資格ソムリエ」と自称している。

## 来歴
2003年3月、淑徳大学を卒業し、4月より大塚商会にてシステムエンジニアとして勤務。
2018年頃から、兼業にて徐々に個人的な活動を始める。2020年3月からは完全に独立しての活動となる。（林雄次『資格が教えてくれたこと 400の資格をもつ社労士がみつけた学び方・活かし方・選び方』日本法令、2023年8月20日、1頁）。
はやし総合支援事務所、ササエル株式会社の代表を務める。